# JSON
JSON (JavaScript Object Notation), är ett kompakt, textbaserat format som används för att utbyta data. Formatet är utformat för att enkelt fungera med Javascript, men i dag kan nästan alla programspråk skapa och läsa JSON-kod.
Den officiella MIME-typen för JSON är application/json.

## Syntax
Syntaxen i JSON är nästan densamma som används för att deklarera objekt i programspråket Javascript.
En JSON-fil beskriver ett objekt i Javascript och måste därför omges av klammerparenteser.
Varje bit data i JSON består av ett namn som står inom citattecken och ett värde. Värdet kan vara någon av följande typer:
- Textsträng (måste omges av citattecken)
- Tal
- JSON-objekt (måste omges av klammerparenteser)
- Array (måste omges av hakparenteser)
- Boolean
- Null

## Exempel
Följande exempel visar JSON-kodad data som beskriver en person. Objektet innehåller strängar för för- och efternamn, ett annat objekt som innehåller adressen och en lista som innehåller objekt med telefonnummer. 
```
{

     
"firstName"
:
 
"Emma"
,

     
"lastName"
:
 
"Svensson"
,

     
"age"
:
 
25
,

     
"address"
:
 
{

         
"street"
:
 
"Drottninggatan 47"
,

         
"city"
:
 
"Boden"
,

         
"zipcode"
:
 
"96177"

     
},

     
"phoneNumbers"
:
 
[

         
{
 
"type"
:
 
"mobil"
,
 
"number"
:
 
"070 123 45 67"
 
},

         
{
 
"type"
:
 
"fax"
,
 
"number"
:
 
"646 555-4567"
 
}

     
],

     
"companyName"
:
 
null

 
}

```

Följande bit Javascript-kod läser in JSON-koden i variabeln s och konverterar den till Javascript-objektet personuppgift:
```
  
var
 
personuppgift
 
=
 
JSON
.
parse
(
s
);

```

## Källhänvisningar
1. ↑  ”JSON Introduction”. www.w3schools.com. https://www.w3schools.com/js/js_json_intro.asp. Läst 29 oktober 2020.
2. ↑  ”JSON”. www.json.org. https://www.json.org/json-sv.html. Läst 29 oktober 2020.
3. ↑  ”Common MIME types” (på engelska). MDN Web Docs. https://developer.mozilla.org/en-US/docs/Web/HTTP/Basics_of_HTTP/MIME_types/Common_types. Läst 29 oktober 2020.
4. 1 2  ”JSON Syntax”. www.w3schools.com. https://www.w3schools.com/js/js_json_syntax.asp. Läst 29 oktober 2020.
5. ↑  ”JSON Syntax”. www.w3schools.com. https://www.w3schools.com/js/js_json_syntax.asp. Läst 29 oktober 2020.
6. ↑  ”JSON.parse()”. www.w3schools.com. https://www.w3schools.com/js/js_json_parse.asp. Läst 29 oktober 2020.